# Henriette Johanne Marie Müller

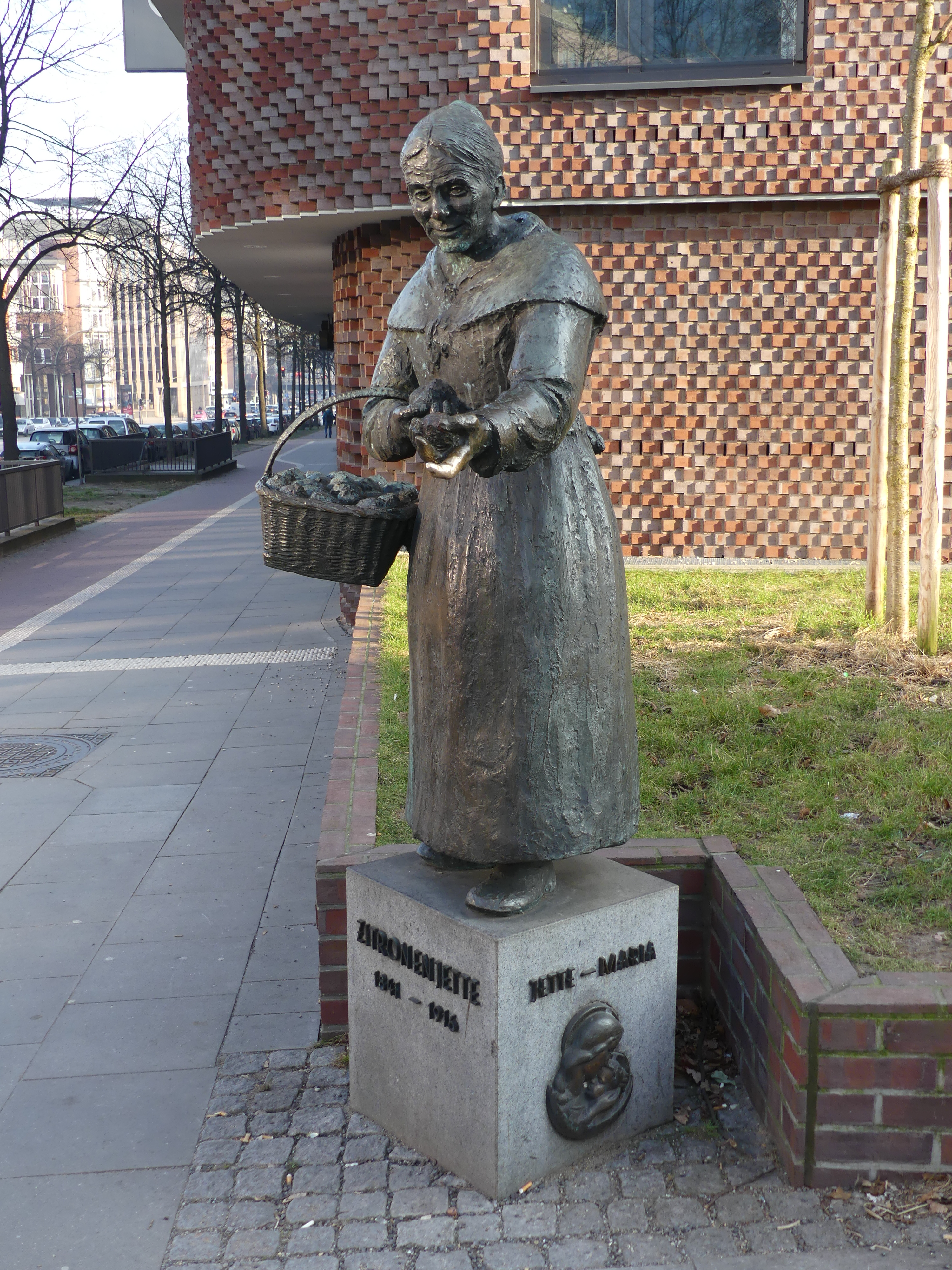
Zitronenjette von Hansjörg Wagner (1986), Ludwig-Erhard-Straße/Ecke Krayenkamp

Henriette Johanne Marie Müller, besser bekannt als Zitronenjette (* 18. Juli 1841 in Dessau; † 8. Juli 1916 in Hamburg), war ein Hamburger Original.

## Leben

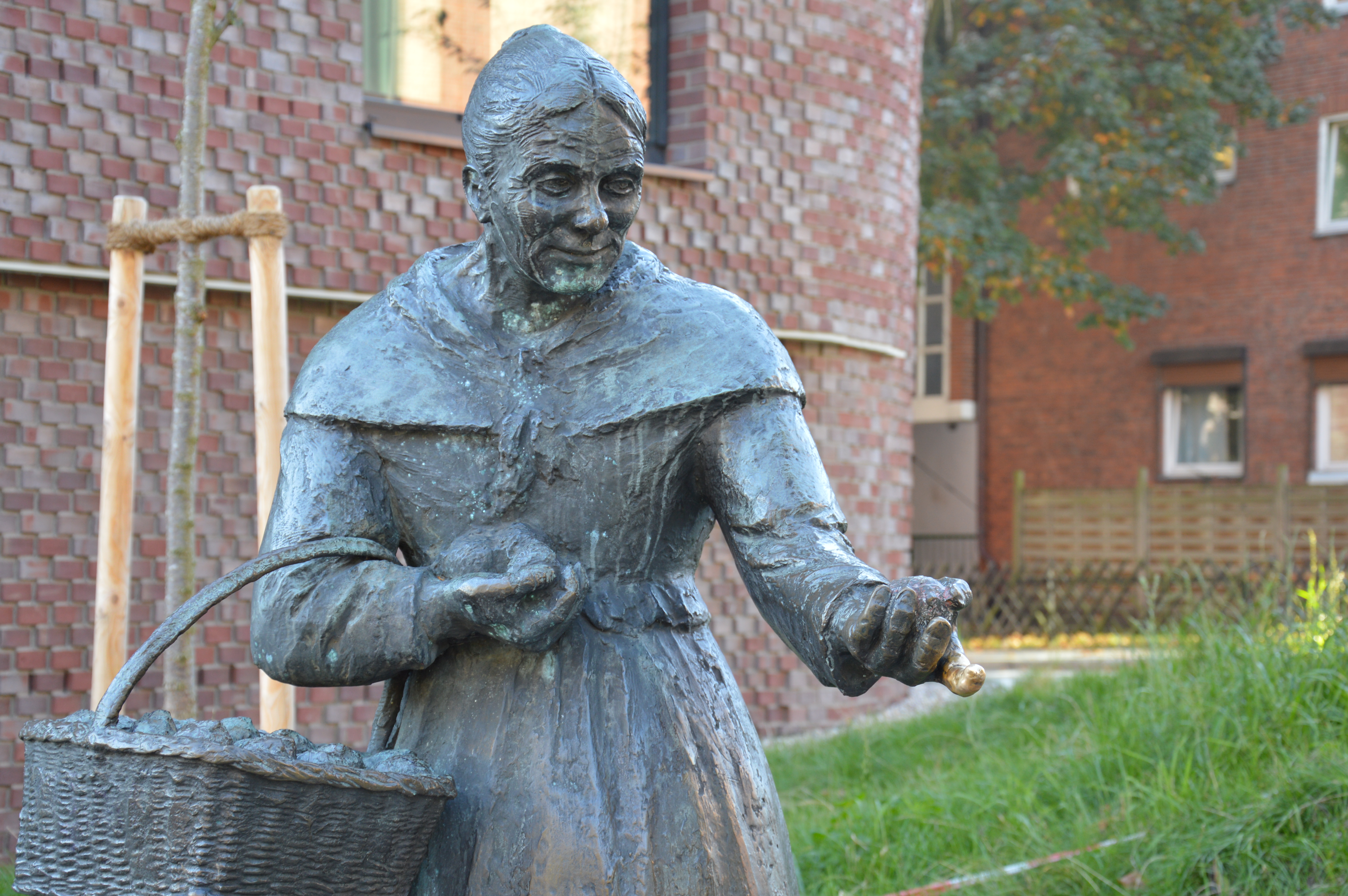
Nahaufnahme mit dem von vielen Berührungen blankgeriebenen Zeigefinger

Henriette Müller wurde als Tochter der unverehelichten Leopoldine Müller geboren. Kurz nach der Geburt zog die Mutter mit Henriette nach Hamburg, wo sie heiratete und weitere Kinder bekam. In ihrer geistigen und körperlichen Entwicklung zurückgeblieben, wurde Henriette Müller nur 1,32 Meter groß und wog als erwachsene Frau knapp 35 Kilogramm. Nach dem Tod des Stiefvaters zog sie mit einer ihrer jüngeren Schwestern zusammen und wohnte mit ihr im sog. Gängeviertel unweit des Michels. Zum Lebensunterhalt beider verkaufte sie mit dem Ausruf Zitroon! Zitroon! tagsüber Zitronen in der Hamburger Innenstadt, zuweilen sogar in Barmbek und Rothenburgsort. Nachts sah man sie in den Kneipen St. Paulis. Henriette Müller wurde zur Alkoholikerin, bereits tagsüber wiederholt in betrunkenem Zustand von der Polizei aufgegriffen und im August 1894 in die damalige Irrenanstalt Friedrichsberg eingeliefert, wo sie bis zu ihrem Tod lebte. Da sie jedoch nicht geistesgestört war, beschäftigte man sie dort mit verschiedenen Küchenarbeiten. Ihre ursprüngliche Grabstelle (Grab Nr. H 16) auf dem Friedhof Ohlsdorf wurde mittlerweile aufgelassen.

## Bekanntes Volksstück

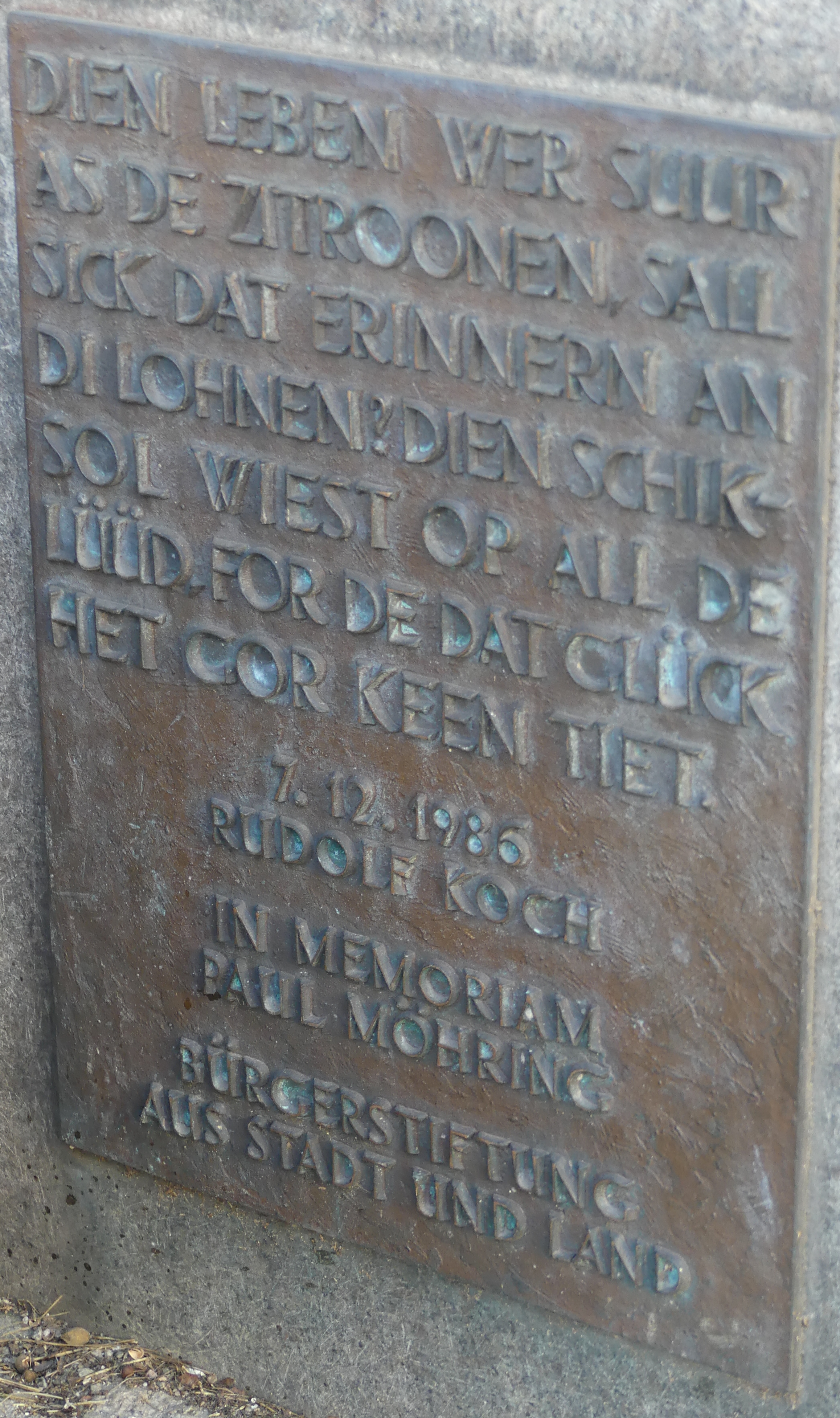
Die Plakette am Sockel des Denkmals erinnert auch an Paul Möhring

Bereits 1900 – also noch zu Lebzeiten – wurde Zitronenjette, ein nach ihr benanntes Schauspiel, im Ernst-Drucker-Theater auf St. Pauli aufgeführt. Weitere Bearbeitungen folgten.
Paul Möhring schrieb in den 1920er Jahren sein Volksstück mit Musik Zitronenjette. Die Rolle der Henriette Müller war ursprünglich für den Schauspieler Ernst Budzinski geschrieben. Später wurde traditionell die Titelrolle des Stücks, in dem das Straßenleben Hamburgs zur Zeit Müllers auf humoristische Weise nachgezeichnet wird, männlich besetzt. Die Darstellung der Zitronenjette wurde so auch Henry Vahls letzter schauspielerischer Erfolg im St.-Pauli-Theater und seine letzte Paraderolle. 
Eine in der Hörzu-Diskothek als Nummer 10 erschienene Schallplatte dokumentiert die Aufführung des Hamburger St.-Pauli-Theaters. Freddy Quinn vertonte hierfür zwei lyrische Texte von Paul Möhring – Es gibt nur ein St. Pauli und Am Hafen, am Hafen, die den klassischen Liedern des Stücks hinzugefügt wurden und bislang nur auf dieser Schallplatte erschienen. Neben Henry Vahl treten unter anderem Gerda Gmelin als Waschfrau, Andreas von der Meden als Segelmacher und Joachim Wolff als Hafenarbeiter auf.
1952 entstand ebenfalls unter dem Titel Zitronenjette eine Funkbearbeitung des Stückes, das der NWDR Hamburg als Mundart-Hörspiel herausbrachte. Unter der Regie von Günter Jansen sprach Eri Neumann die Rolle der Zitronenjette. Zu den weiteren Sprechern gehörten u. a. Magda Bäumken, Ingeborg Walther, Walter Scherau, Günther Siegmund, Heini Kaufeld, Hilde Sicks, Heinz Lanker und Ludwig Meybert. Das Tondokument hat eine Länge von 41'50 Minuten und ist im Deutschen Rundfunkarchiv erhalten.

## Weitere Ehrungen

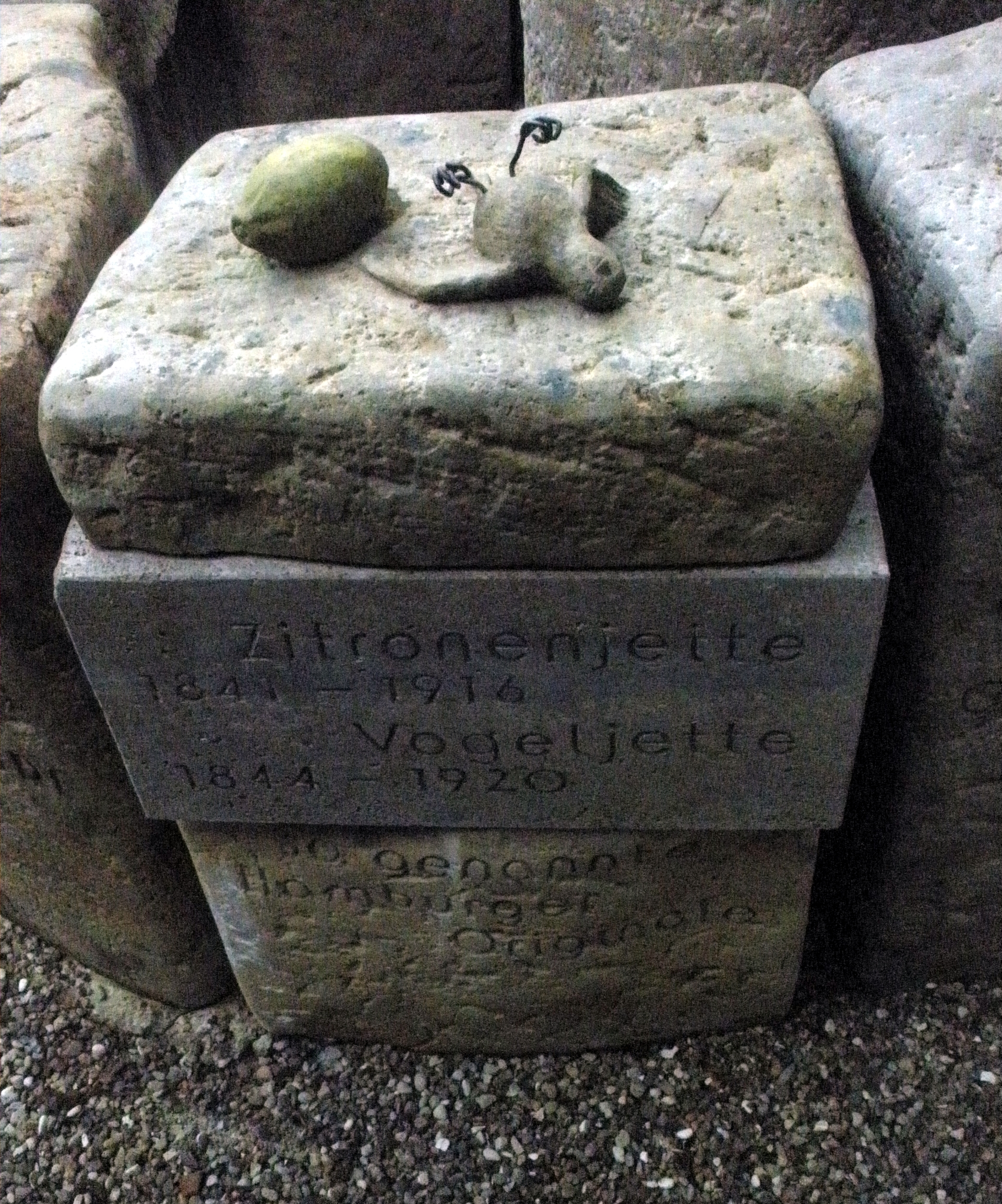
Erinnerungsstein an Zitronenjette und Vogeljette im Garten der Frauen in Ohlsdorf

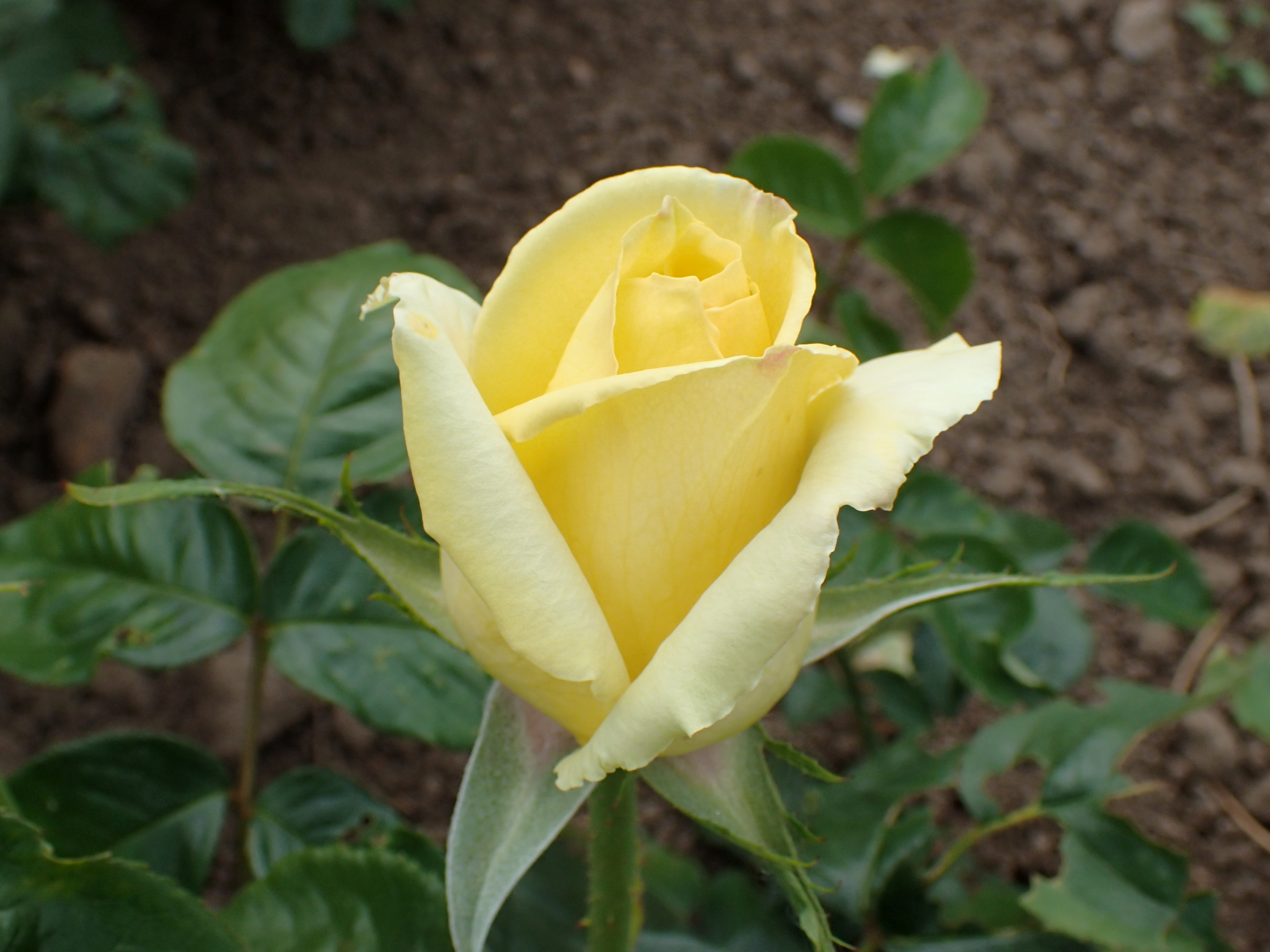
Rose Zitronenjette

- Ein Denkmal in Form einer Bronze-Plastik des Bildhauers Hansjörg Wagner in der Ludwig-Erhard-Straße erinnert an die Zitronenjette. Es wurde am 6. Dezember 1986 von dem damaligen Hamburger Hafendirektor Karl-Ludwig Mönkemeier in nächster Nähe zum Hamburger Michel enthüllt.[3] Auf der dort angebrachten Gedenktafel steht in Plattdeutsch:

„Dien Leben wer suur as de Zitroonen, sall sick dat Erinnern an di lohnen? Dien Schiksol wiest op all de Lüüd, for de dat Glück het gor keen Tiet.“
(In Hochdeutsch: „Dein Leben war sauer wie die Zitronen, soll sich das Erinnern an dich lohnen? Dein Schicksal weist auf all die Leute, für die das Glück hat gar keine Zeit“)
Der linke Zeigefinger von Zitronenjette am Denkmal ist blank gerieben, denn ihn anzufassen soll Glück bringen.
- Neben dem Wasserträger Hummel zählt die Zitronenjette zu den bekanntesten historischen Hamburger Originalen.
- Nach der Zitronenjette wurde eine zitronengelbe Rose benannt.
- Ein 1996 von BP gestiftetes Holzboot für Umwelt- und Gewässerschutzaktivitäten der Fleetenkieker wurde auf den Namen Zitronenjette getauft.[4]
- In dem seit 2001 existierenden Garten der Frauen des Friedhofs Ohlsdorf wurde zu ihrem Gedenken ein Erinnerungsstein in der sogenannten Erinnerungsspirale aufgestellt.
- Anlässlich der Hamburger Messe Du und deine Welt wurde von 1985 bis 2015 jährlich die Zitronenjette als Auszeichnung für Frauen, die sich für Frauen- und Gleichstellungspolitik eingesetzt haben, durch den Landesfrauenrat Hamburg e. V. verliehen.
- Seit 2007 erinnert der Jette-Müller-Weg in Hamburg-Ohlsdorf an das Hamburger Original.[5]